# Сордоны
Сордоны или сардоны — народ, обитавший в доримскую эпоху на крайнем северо-востоке Иберского полуострова.

## Название
Название сордонов, как и их соседей керетанов, возможно, имеет связь с античными преданиями о миграции на Сардинию жителей Иберии — баларов.

## Этническая принадлежность
Различные источники относят их либо к иберам, либо к галлам, однако достоверные материальные свидетельства той или другой точки зрения отсутствуют.

## Территория
Сордоны проживали на территории современного французского департамента Руссильон на границе с испанской Каталонией, а их естественной западной границей были Пиренеи.
Основными городами сордонов были Русцино (ныне Шато-Руссильон, fr:Château-Roussillon близ Перпиньяна) и Иллиберис (ныне Эльн, fr:Elne).